# Florești (gmina w okręgu Kluż)
Florești – gmina w Rumunii, w okręgu Kluż. Obejmuje miejscowości Florești, Luna de Sus i Tăuți. W 2011 roku liczyła 22 813 mieszkańców.